# Mimoza Halimi
Mimoza Halimi (ur. 1969 w Tiranie) – albańska dyplomatka, ambasador pełnomocny i nadzwyczajny Albanii w Polsce.

## Życiorys
Ukończyła studia z zakresu ekonomii i stosunków międzynarodowych na Uniwersytecie Tirańskim. W 1997 rozpoczęła pracę w albańskim ministerstwie spraw zagranicznych. W 2000 objęła stanowisko dyrektora generalnego d.s. współpracy euroatlantyckiej w MSZ. W latach 2004-2006 pełniła funkcję wiceprzewodniczącej delegacji albańskiej, akredytowanej przy Unii Europejskiej w Brukseli. W 2007 objęła stanowisko ambasadora Albanii w Belgii, akredytowanej także w Luksemburgu, w tym samym roku objęła kierownictwo delegacji albańskiej przy UE. W latach 2014-2018 kierowała Departamentem Europy i Azji Centralnej w MSZ, a następnie objęła kierownictwo Departamentu Bezpieczeństwa. We wrześniu 2023 uzyskała nominację na stanowisko ambasadora Albanii w Polsce, akredytowanej także w Estonii, Litwie, Łotwie i w Ukrainie. Listy uwierzytelniające złożyła 7 marca 2024.
Jest mężatką, ma dwoje dzieci (syna i córkę).